# Leoni AG
Leoni AG er en tysk multinational producent af kabler og kabelbakker. Virksomheden har hovedkvarter i Nürnberg.